# 플라이비엠아이
플라이비엠아이(Flybmi, 이전 명칭: Bmi 리저널/BMI Regional)는 영국의 지역 항공사로 총 42개 노선을 취항하고 있다. 본사는 영국 에버딘에 위치해 있으며 2001년에 설립했다. 또한 사용하고 있는 허브 공항으로 애버딘 공항, 이스트 미들랜드 공항, 에든버러 공항, 글래스고 인터내셔널 공항, 맨체스터 공항, 리즈 브래드포드 인터내셔널 공항이 있다.

## 보유 기종
- 2012년 4월 기준으로 Bmi 리저널은 다음과 같은 기종을 보유하고 있다.

| 기종    | 대수 | 승객 | 비고 |
| ------- | ---- | ---- | ---- |
| ERJ 135 | 4    | 37   |      |
| ERJ 145 | 15   | 49   |      |
| 합계    | 19   |      |      |

## 같이 보기
- 영국의 없어진 항공사 목록

## 사진

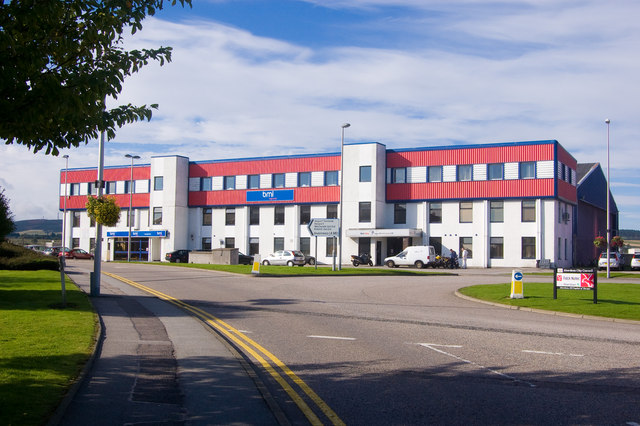
Bmi 리저널의 본사
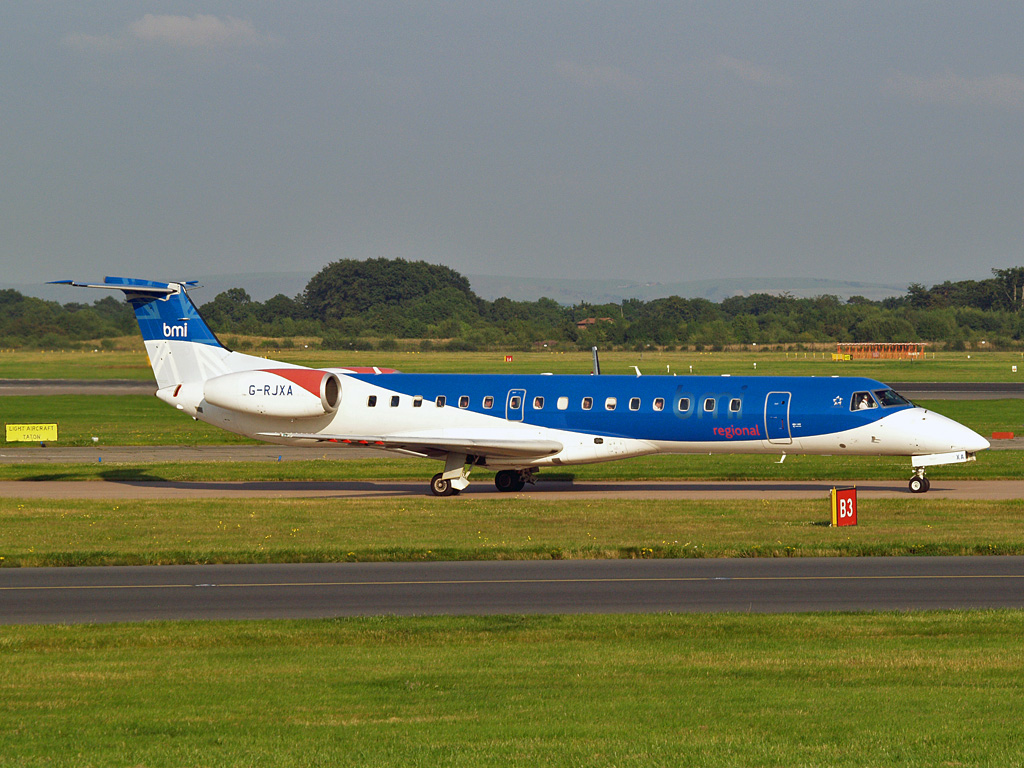
Bmi 리저널의 ERJ 145
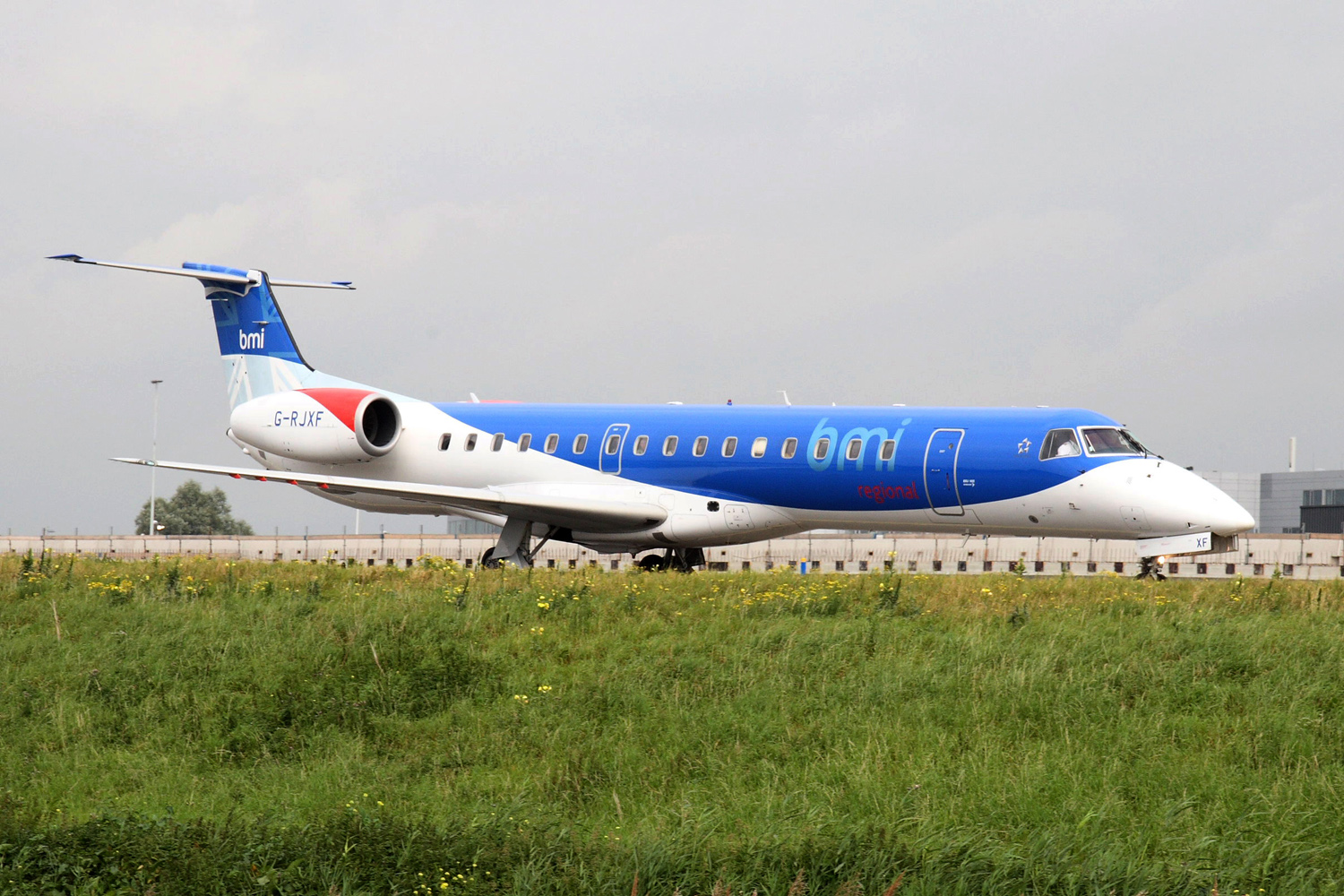
Bmi 리저널의 ERJ 145